# منظمة المساواة (خيرية)

منظمة المساواة (Parity) هي منظمة تنادي بالحقوق المتساوية ومقرها في المملكة المتحدة، وهي تنظم حملة لتعزيز وحماية المساواة بين الرجال والنساء في ظل سيادة القانون. وكان جل اهتمامها موجهًا إلى مسألة رواتب التقاعد الحكومية والمزايا المرتبطة بها، ومعظم النجاحات الملحوظة التي حققتها كانت في هذا المجال. وكانت المنظمة تعرف سابقًا باسم «حملة من أجل رواتب تقاعد حكومية متساوية للمسنين».

## معلومات تاريخية
تأسست منظمة «المساواة» في عام 1986 باسم «حملة من أجل رواتب تقاعد حكومية متساوية للمسنين» (CESPA)  وكان هدفها الرئيسي هو الحصول على الحق في راتب تقاعد للرجال في سن الستين مساو لما تتمتع به النساء. وقد غيرت المنظمة اسمها إلى «المساواة» في عام 1997 للتعبير عن الاهتمام المتنامي بشأن تزايد المعاملة غير المتكافئة بين الرجال والنساء من قبل الدولة.
لقد عقدت «حملة من أجل رواتب تقاعد حكومية متساوية للمسنين» اجتماعها الافتتاحي في 29 أغسطس عام 1986 في غرفة اللجنة 1 في مبنى مجلس مدينة مانشستر. وكان الأعضاء العشر المؤسسون هم جي دبليو ألديرتون، ودي هيجينز، ودي جيه دي ياردوود، وجيه إتش بينيت، وإي إل أندرسون، وجيه جرينوود، وإم دي دفيدسون، وجيه جيرهام، ودي جيه ليندساي، وجيه برادفيلد.
وتمت الموافقة على النظام الأساسي الأصلي لمنظمة «حملة من أجل رواتب تقاعد حكومية متساوية للمسنين». وأثناء هذا الاجتماع تم تنصيب ديفيد ليندساي رئيسًا للمنظمة، وجيوف ألديرتون نائبًا للرئيس، وديفيد ياردوود أمينًا شرفيًا، وجون بينيت أمينًا للصندوق.
لقد تم رفض منظمة «المساواة» بوصفها منظمة خيرية لعدد من السنوات لأنها كانت تسعى لإحداث تغييرات في القانون لمعالجة قانون التمييز على أساس الجنس، وبالتالي تم اعتبارها منظمة سياسية. وحصلت أخيرًا على صفة منظمة خيرية في عام 2005 بعد تغيير قانون قانون حقوق الإنسان لعام 1998.

## المنظمة
وتدار المنظمة بالكامل من قبل المتطوعين ولا تحصل على أي تمويل من الجمهور العام. وبلغ دخل المنظمة 2724 جنيهًا إسترلينيًا في عام 2009.
ينص النظام الأساسي للمنظمة أن تكون أهدافها هي «تعزيز وحماية الحقوق المتساوية للرجال والنساء في التمتع بجميع الحقوق المدنية، والسياسية، والاقتصادية، والاجتماعية، والثقافية التي ينص عليها القانون» و«رفع الدعاوى في المملكة المتحدة أو المحاكم الأوروبية الملائمة بغرض إقامة أو حماية أي حق من مثل هذه الحقوق المتساوية».

## الإنجازات
وقد حققت منظمة «المساواة» بعض النجاحات الملحوظة للغاية بمرور الوقت، لا سيما في تناول مسألة التمييز على أساس الجنس ضد الرجال من قبل الحكومة. وقد أوقفت حملاتهم التمييز على أساس الجنس الذي تمارسه الحكومة التي أنكرت مئات الملايين من الجنيهات على الرجال الذين تتراوح أعمارهم بين 60 و65 عامًا بطريقة غير مشروعة.
وقد حققت المنظمة حتى الآن نجاحات في أربعة مجالات رئيسية هي: رسوم الوصفات الطبية، ومدفوعات استهلاك الوقود في فصل الشتاء، وامتيازات السفر بالحافلات، والمزايا المقدمة للأرامل.

### رسوم الوصفات الطبية
بدأ أول نجاح كبير لمنظمة «المساواة» في عام 1993 في ظل اسمها الأصلي، عندما أصيب سيريل ريتشاردسون عضو منظمة «حملة من أجل رواتب تقاعد حكومية متساوية للمسنين» بالربو، ورفع قضية على الحكومة بسبب التمييز على أساس الجنس في استحقاق الحصول على أدوية الوصفات الطبية المجانية. وفي نهاية المطاف قضت المحكمة الأوروبية في عام 1995 بأنه كان من غير القانوني أن يقوم الرجال الذين تتراوح أعمارهم بين 60 و65 عامًا بسداد رسوم مقابل الحصول على أدوية الوصفات الطبية بينما هذه الأدوية متاحة للنساء بشكل مجاني. ونتيجة لذلك فإن الرجال يستفيدون الآن من مبلغ يصل إلى 30 مليون جنيه إسترليني سنويًا. بالإضافة إلى 10 ملايين جنيه إسترليني كرسوم يتم ردها للذين قد قاموا بسداد الرسوم بشكل خاطئ في مقابل الحصول على أدوية الوصفات الطبية في الأشهر الثلاثة السابقة قبل صدور الحكم.

### مدفوعات استهلاك الوقود في فصل الشتاء
في عام 1998 تقدم جون تايلور عضو منظمة «المساواة» إلى المحكمة العليا للطعن في حقيقة أن الحكومة كانت ترفض سداد مدفوعات استهلاك الوقود في فصل الشتاء الخاصة بالرجال الذين تتراوح أعمارهم بين 60 و65 عامًا في حين تتمكن النساء من الحصول عليها. وقيل إن ذلك يعد خرقًا للقوانين الأوروبية بشأن الضمان الاجتماعي، وإن مثل هذا التمييز يعد صارخًا وغير مبرر. وأحيلت القضية إلى المحكمة الأوروبية العليا التي حكمت لصالح السيد تايلور في ديسمبر من عام 1999. وكان الهدف من هذا الحكم أن يتم تقديم مزايا تصل قيمتها إلى 26 مليون جنيه إسترليني سنويًا إلى الرجال الذين خلافًا لذلك كان تم حرمانهم منها.

### امتيازات السفر بالحافلات
في عام 2000 قامت منظمة «المساواة» بإقامة دعوى أمام المحكمة الأوروبية لحقوق الإنسان ضد الحكومة بسبب حقيقة أن الحكومة ترفض امتياز السفر المجاني بالحافلات للرجال الذين تتراوح أعمارهم بين 60 و65 عامًا. وعلى الرغم من النجاحات السابقة التي حققتها منظمة «المساواة»، فقد رفضت الحكومة وضع حدًا للتمييز في هذا المجال. ولكن في يونيو عام 2001 أصبح واضحًا أن منظمة «المساواة» سوف تفوز بالقضية إذا ما ذهبت إلى المحكمة وتراجعت الحكومة، مع إعلان جون بريسكوت أن الرجال سيحصلون على امتياز السفر بالحافلات من عمر 60 عامًا. وكان من المثير للجدل، ترحيب بريسكوت بهذه الخطوة باعتبارها «مثال آخر على تقديم الحكومة للمساعدات الإضافية لأصحاب رواتب التقاعد» في حين أنه تم إجبار الحكومة بشكل فعال على القيام بمثل هذه الخطوة من قبل محكمة العدل الأوروبية. وتم في نهاية المطاف تمرير مشروع قانون (أهلية) الحصول على امتيازات السفر في عام 2003 مما أدى إلى أن يحصل الرجال على 50 مليون جنيه إسترليني سنويًا من المزايا التي كانت تنكرها الدولة عليهم بطريقة مجحفة.

### مزايا الأرامل
قامت منظمة «المساواة» بحملة من أجل إنهاء التمييز على أساس الجنس فيما يتعلق بدفع استحقاقات الأرامل والبدلات ومخصصات ضريبة الوفاة. وكان يتم دفعها في السابق فقط للنساء دون الرجال. وقد حققت الحملة نجاحًا في عام 2001 وكنتيجة لذلك فإن هذه المزايا متاحة الآن لكلا الجنسين.

### إحصائيات العنف المنزلي
في عام 2008 قامت منظمة «المساواة» بتنظيم حملة لمنع النيابة العامة من الإدلاء بتصريحات كاذبة بشأن أن الغالبية «الساحقة» من ضحايا العنف المنزلي من النساء. وبمساعدة جهاز الإحصاء بالمملكة المتحدة نجحت المنظمة وألغيت المزاعم غير الصحيحة من الجهاز. وأجبرت أيضًا المنظمة جيليان مورجان من الجمعية الويلزية على التوقف عن القيام بمثل هذه المزاعم في «خطة العمل الإستراتيجية لمواجهة العنف ضد النساء».

## الحملات الحالية
الحملة الرئيسية الحالية لمنظمة «المساواة» هي من أجل تحقيق المساواة في الحصول على راتب التقاعد من الدولة للرجال والنساء في المملكة المتحدة. وحاليًا لن يتم تحقيق ذلك حتى عام 2020.
وهناك أهداف أخرى تشمل:
- تمويل متساوٍ من قبل الدولة للعلاج والأبحاث للأمراض الخاصة بالنساء والرجال.
- مسؤولية متساوية للرجال والنساء أكثر من 60 عامًا لمساهمات التأمين الوطني.
- المعاملة المتساوية لضحايا العنف المنزلي من الرجال والنساء.
- وضع سياسات حكومية أفضل لضمان توازن أكبر في المساواة بين الجنسين في التعليم بالمدارس الابتدائية.
- تمويل البحث في مجال عدم المساواة في متوسط مأمول العمر بين الرجال والنساء.
- مكانة متساوية للآباء المنفصلين عن ذويهم وتحسين تنفيذ أحكام زيارة (قانون)|الزيارة والإعالة.
- المساواة في عدم الكشف عن هوية المدعى عليهم والشاكين في قضايا الجرائم الجنسية حتى تتم إدانتهم.

## الداعمون
هناك عدد من السياسيين من عدة أحزاب رئيسية تدعم منظمة «المساواة» بشكل فعال. رئيس منظمة «المساواة» هو اللورد راجلان، ونواب الرئيس هم وينفريد إيوينج عضوة البرلمان الأسكتلندي، وهيلتون داوسون، والبارونة سالي هامويي، وديانا واليس. ونائب الرئيس السابق دنوودي غوينث.

## وصلات خارجية
- Official Parity Website